# Guhl & Harbeck
Die Firma Guhl & Harbeck wurde am 13. Februar 1867 von Heinrich August Hermann Guhl und Christian Friedrich Harbeck in Hamburg gegründet. 
H.A.H. Guhl stellte als Sohn eines Zahnarztes im elterlichen Haus gleich neben dem Rathaus in Hamburg sein Können als Mechaniker und Ingenieur unter Beweis; C.F. Harbeck war Kaufmann.

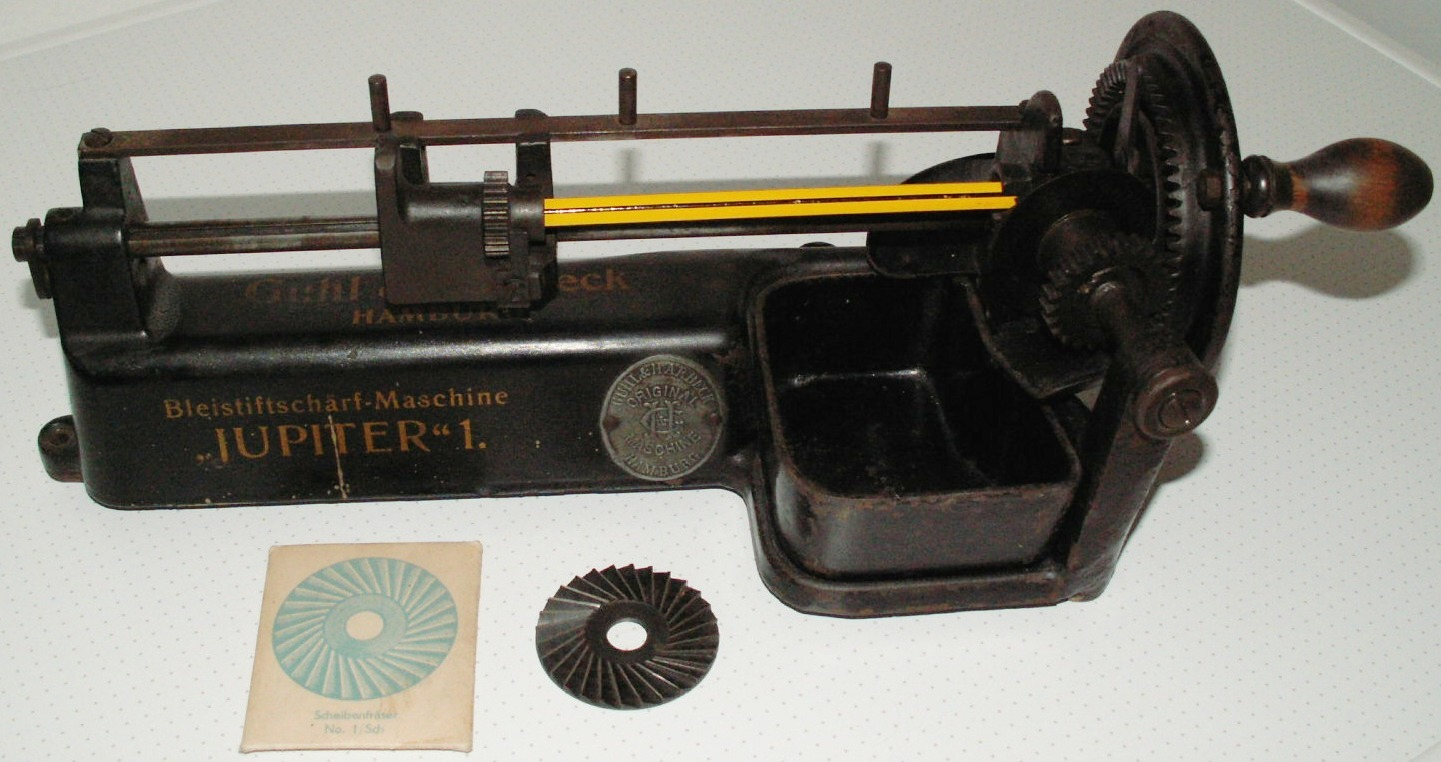
Bleistiftschärf-Maschine Jupiter 1 von Guhl & Harbeck

Die Firma Guhl & Harbeck entwickelte und produzierte zunächst in kleinen Stückzahlen Haushaltsgeräte. Der erste wirtschaftliche Erfolg kam mit der Haushaltsnähmaschine Guhl & Harbeck Original Express, die bei in- und ausländischen Kunden außerordentlich begehrt war. Die Nachfrage wurde immer größer und die Räumlichkeiten langsam knapp, weshalb 1870 die Firma wegen Platzmangels in die nahegelegenen Raboisen umzog. 1889 wurde das Fabrikgebäude im Herrengraben Hamburg errichtet. 1900 wurde die weiter expandierende Fabrik in die Normannenstraße umgesiedelt.

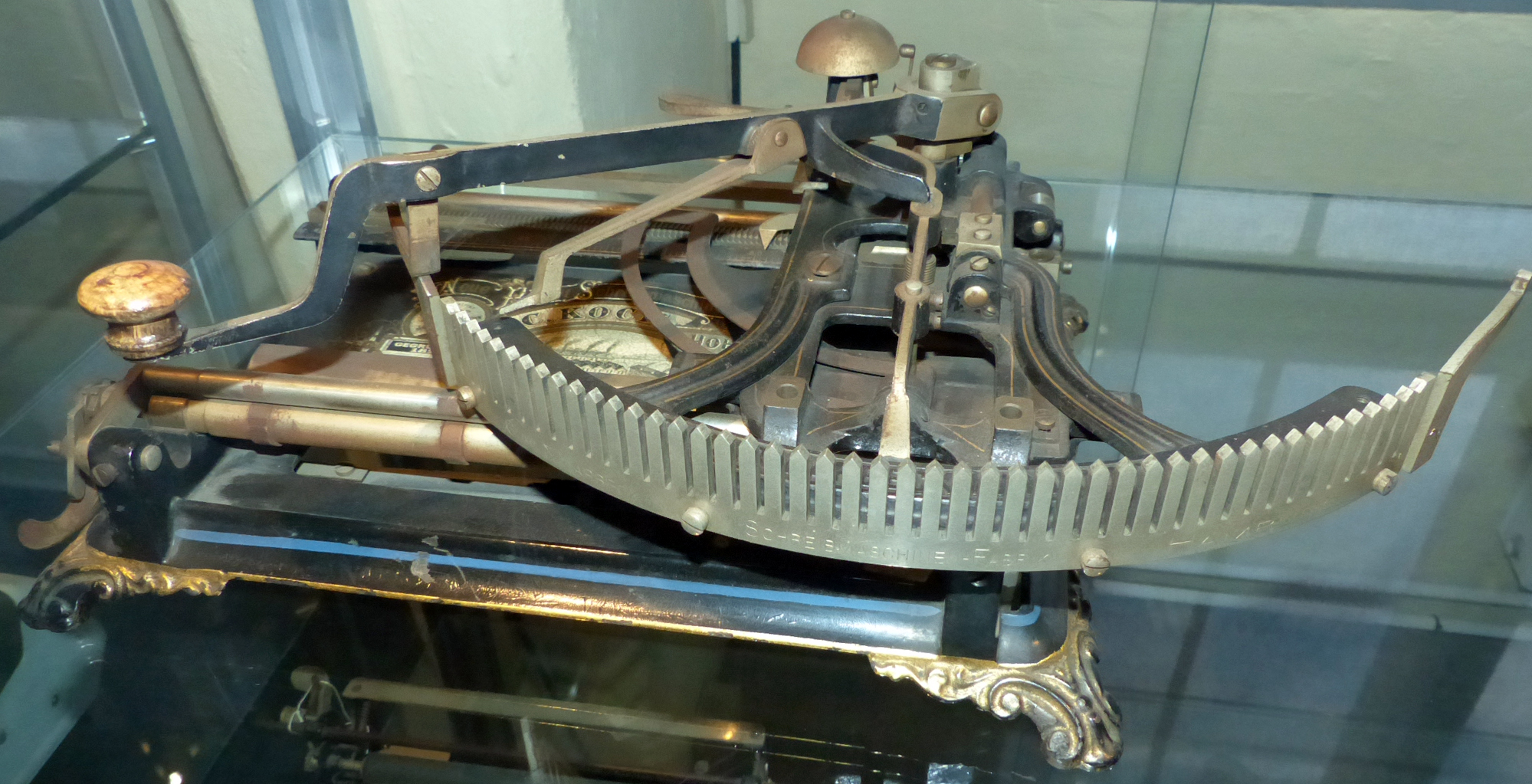
Schreibmaschine Kosmopolit 1888, Technische Sammlungen Dresden

Zwischenzeitlich umfasste die Produktion die Nähmaschinen Original Expreß, Normannia CB Nähmaschine, Normannia Rundgreifer, Saxonia Regia, die Bleistiftspitzmaschinen Jupiter 0 und Jupiter 1, Metallrohrtische, Messer- und Gabelputzmaschinen mit dem Namen Blanca, die Messerschärfmaschine Pipifax sowie Fahrräder, Lampen und weitere Gegenstände.
Die erste in Deutschland erfundene und hergestellte Typenschreibmaschine Hammonia wurde im Jahr 1882 der Weltöffentlichkeit vorgestellt. 
Später kam die „neue Patentschreibmaschine Kosmopolit“ hinzu.
Harbeck starb 1899. Alleiniger Inhaber war ab diesem Zeitpunkt Heinrich August Hermann Guhl.
Guhl hatte neun Kinder, davon fünf Söhne. Der älteste, Christian Emil Hermann Guhl, heiratete 1900 die Tochter Karl Junkers, des Gründers der Nähmaschinenfabrik Junker und Ruh in Karlsruhe. 
1903 trat Christian Emil Hermann Guhl bereits in das Unternehmen Junker und Ruh ein. 1911 verließ er Guhl & Harbeck. 
1904, als Heinrich August Hermann Guhl 62 Jahre alt war, traten zunächst Richard Guhl und später Martin Guhl und Hans Guhl in die Firma Guhl & Harbeck ein. Diese wurde zur offenen Handelsgesellschaft umgeformt.
1927 schieden Richard und Hans Guhl aus der Gesellschaft aus. Martin Guhl führte das Unternehmen allein weiter, das kurz darauf in wirtschaftliche Probleme geriet. Die Weltwirtschaftskrise konnte nicht überwunden werden. Am 31. Oktober 1930 wurde die Firma nach Abschluss eines Vergleichsverfahrens das erste Mal für Erloschen erklärt. In der Normannenstraße aber ging die Produktion unter Martin Guhl weiter, der 1943 bei der Zerstörung Hamburgs durch einen Bombenangriff auf das Werk ums Leben kam. 
Nach dem Krieg erlebte die Firma eine Renaissance: Der Enkel des Gründers, Robert Karl Eduard Guhl, versuchte die alte Hamburger Firma mit der Produktion von Brieföffnern, Jupiter-Bleistiftanspitzern und anderem Bürozubehör wieder zu beleben, allerdings mit mäßigem Erfolg. Am 22. Januar 1970 erlosch die Firma Guhl und Harbeck zum zweiten Mal.